# Chaunus spinulosus
Chaunus spinulosus là một loài cóc trong họ Bufonidae.
Nó được tìm thấy ở Argentina, Bolivia, Chile, và Peru.
Các môi trường sống tự nhiên của chúng là rừng cận Nam cực, rừng ôn đới, vùng cây bụi ôn đới, vùng cây bụi khô khu vực nhiệt đới hoặc cận nhiệt đới, đồng cỏ ở cao nhiệt đới hoặc cận nhiệt đới, sông, sông có nước theo mùa, đầm nước, hồ nước ngọt, hồ nước ngọt có nước theo mùa, đầm nước ngọt có nước theo mùa, sa mạc ôn đới, đất canh tác, vùng đồng cỏ, vườn nông thôn, và hố lộ thiên.